# 項羽と劉邦 鴻門の会
『項羽と劉邦 鴻門の会』（こううとりゅうほう こうもんのかい、原題：王的盛宴）は、2012年の中国映画。晩年の劉邦が楚漢戦争を回想しつつ韓信を粛清していく姿を描く。

## あらすじ
紀元前195年、病の床にあった漢帝国の高祖劉邦は、つねに鴻門の会の悪夢にうなされていた。漢の三傑の一人である韓信は謀反の罪で六年間幽閉された後、劉邦の参謀である張良がその身柄を引き受けた。漢の丞相蕭何と張良は、皇后となった呂雉に韓信の無罪を訴えるが、猜疑心に囚われた呂雉は二人の話を聞き入れず、まだ歳若く野心の消え去らない韓信を処刑する。

## キャスト
- 劉邦：リウ・イエ
- 韓信：チャン・チェン
- 項羽：ダニエル・ウー
- 呂雉：チン・ラン
- 張良：チー・ダオ
- 蕭何：シャー・イー
- 項伯：リー・チー
- 子嬰：ルー・ユーライ
- 項荘：ニエ・ユエン
- 虞姫：ホー・ドゥジュエン

## スタッフ
- 監督・脚本：ルー・チュアン
- 製作：ハン・サンピン、ルー・チュアン
- 音楽：リュウ・トン
- 撮影：チャン・リー